# Зенза Реджи
Зенза Реджи (англ. Zenza Raggi), наст. имя — Карим Сабахеддин (Karim Sabaheddine; род. 24 октября 1970 года), — немецкий порноактёр. В 2011 году практически полностью прекратил работу в порноиндустрии; его последнее интервью датируется 2016 годом.

## Биография
Родился в городе Касабланка (Марокко). Начало его карьеры в качестве порноактера приходится на 1991 год. С 1994 его начали приглашать на съемки такие именитые порностудии как Marc Dorcel и Private и сотрудничал с такими режиссёрами, как Пьер Вудман, Антонио Адамо, Марио Сальери и другими. Снялся более чем в 750 фильмах и стал режиссёром нескольких кинолент в различных порно-жанрах.

## Избранная фильмография
- «Трахни меня» (2000)
- «Клеопатра» (2003)
- «Fino a Farmi Male» (2004)
- «Il primo bacio» (2005)
- «Private Gold 73: Mission Possible 1» (2005)
- «Secrets of the Harem» (2007)
- «Каролина Джонс и разбитое соглашение» (2008)
- «Emotions: Rosso Veneziano» (2011)

## Награды
- 2001 Venus Award[2]
- 2009 AVN Award nominee — Male Foreign Performer of the Year.
- 2009 AVN Award nominee — Best Threeway Sex Scene — «Caroline Jones and the Broken Covenant».